# Mallosia graeca
Mallosia graeca es una especie de escarabajo longicornio del género Mallosia, tribu Phytoeciini, subfamilia Lamiinae. Fue descrita científicamente por Sturm en 1843.

## Descripción
Mide 13-30 milímetros de longitud.

## Distribución
Se distribuye por Grecia.